# Maria Weisby
Maud Maria Weisby, född 17 oktober 1958 i Söderhamn, är en svensk skådespelare och regissör.
Weisby läste Irmas röst i Media Dubbs svenskspråkiga tolkning av 1987 års Teenage Mutant Ninja Turtles, Phoebe och Tracy i James Bond Junior, Bunny och Nicole i Sonic the Hedgehog, Smurfan i Smurfarna och Sailor Mars i Sailor Moon. Weisby har även medverkat i filmerna Vinterviken som John-Johns mamma och i Kvinnan i det låsta rummet som Åse Sterner.
Weisby gjorde under åren 1996-1999 rollen som Anna Söderblom i sommarteatern Söderblomspelet i Trönö. Hennes motspelare var då Tomas Bolme, som spelade Nathan Söderblom.
Hon har även regisserat flera avsnitt av Rederiet.

## Filmografi (i urval)
- 1979 – Linus eller Tegelhusets hemlighet
- 1988 – Behöriga äga ej tillträde
- 1989 – Alla älskade Alice
- 1990 – Turtles (Media Dubb) - Irma
- 1990 – Destination Nordsjön (TV-serie)
- 1996 – Vinterviken
- 1998 – Kvinnan i det låsta rummet (TV-serie)

## Teater

### Roller (ej komplett)
| År   | Roll | Produktion                        | Regi                | Teater                 |
| ---- | ---- | --------------------------------- | ------------------- | ---------------------- |
| 1982 | Anna | Agnes Bernauer Franz Xaver Kroetz | Johan Bergenstråhle | Stockholms stadsteater |
| 1983 |      | Snöbollskriget Hagar Olsson       | Gösta Bredefeldt    | Riksteatern            |

### Fotnoter
1. ↑  Sveriges befolkning 1970, CD-ROM, Version 1.04, Sveriges Släktforskarförbund (2002).
2. ↑  Åke Lundqvist (16 mars 1983). ”Hagar Olssons 'Snöbollskriget': Dagspolitik från 1939”. Dagens Nyheter:  s. 24. https://arkivet.dn.se/tidning/1983-03-16/73/24. Läst 4 februari 2022.